# Tony Ferguson
Anthony Armand Ferguson Padilla (* 12. Februar 1984 in Oxnard, Kalifornien) ist ein US-amerikanischer Mixed-Martial-Arts-Kämpfer im Leichtgewicht der Ultimate Fighting Championship (UFC).
Dort kämpft er seit dem Gewinn der The-Ultimate-Fighter-Championship im Jahr 2011. Im Juni 2019 rangierte im UFC-Leichtgewicht-Ranking hinter Khabib Nurmagomedow auf zweiter Position und im UFC-Pound-for-pound-Ranking auf Position 12.

## Kindheit und Jugend
Obwohl er in Kalifornien geboren wurde, wuchs Ferguson hauptsächlich in Muskegon, Michigan auf. Er ist mexikanischer Abstammung. Sein Nachname stammt jedoch von seinem Schottisch-amerikanischem Stiefvater. Ferguson war als Sportler an der Muskegon Catholic Central High School beim American Football, Baseball und Ringen eingeschrieben. Im Ringen gewann er 2002 die College-Bundesstaatsmeisterschaften.
Nach der High School meldete sich Ferguson an der Central Michigan University an, ging jedoch zur Grand Valley State University. Er besuchte außerdem das Muskegon Community College, wo er im Jahr 2006 die College-Interne-Meisterschaft im Wrestling in seiner Gewichtsklasse gewann.
Nach dem College zog er zu seinen Verwandten nach Kalifornien und arbeitete im Marketing und Sales sowie als Barkeeper. Dort kam er in Kontakt mit der MMA-Szene und entschied sich wenig später sich hauptberuflich mit diesem Sport zu beschäftigen.

## Privatleben
Ferguson ist verheiratet und hat einen Sohn.
Im März 2019 beantragte seine Frau aus dem Motiv heraus, ihrem Mann psychologische Hilfe zukommen zu lassen, ein Kontaktverbot, nachdem sie bei ihm Wesensveränderungen und Paranoia festzustellen glaubte. Er, der gleichzeitig unter Insomnie leide, sei ihr gegenüber aber nicht gewalttätig aufgetreten. Der UFC-Präsident Dana White gab an, Tony Fergusons persönlichen Probleme hielten ihn davon ab, weiter MMA zu betreiben. Im April 2019 ließ sie den Antrag fallen. Gleichzeitig wurde bekannt gegeben, dass Tony seinen nächsten Kampf planen würde.

## Meisterschaften und Erfolge

### Amateur wrestling
- National Collegiate Wrestling Association (NCWA)
  - NCWA National Champion (2006)
  - NCWA All-American (2006, 2007)
  - North Central Conference Champion (2006, 2007)
- Michigan High School Athletic Association (MHSAA)
  - MHSAA Division IV State Champion (2002)
  - MHSAA Division IV All-State (2000-2002)

### MMA
- Ultimate Fighting Championship
  - Interim UFC Lightweight Champion
  - Gewinner der The Ultimate Fighter 13
  - Fight of the Night (5x)[9][10][11][12][13]
  - Knockout of the Night (1x)
  - Submission of the Night (1x)
  - Performance of the Night (3x)
  - Längste Serie an gewonnenen Kämpfen (12) in der Geschichte des UFC Leichtgewicht
- PureCombat
  - PureCombat Welterweight Championship (1×)